# 스타리송치
스타리송치(폴란드어: Stary Sącz, 독일어: Alt Sandez 알트잔데츠[*])는 폴란드 남부 마워폴스카주에 위치한 도시로, 면적은 15km2, 높이는 320m, 인구는 9056명(2017년 기준), 인구 밀도는 604명/km2이다. 스타리송치는 13세기에 도시 특권을 받고 폴란드에서도 가장 오래된 도시 가운데 하나이다.

## 자매도시
스타리송치의 자매 도시다.
- 슬로바키아 레보차
- 슬로바키아 립토우스키흐라도크
- 우크라이나 추위브
- 헝가리 코스드
- 헝가리 두나케쉬
- 헝가리 케스트헤이
- 이탈리아 멘코니코
- 프랑스 럼브르 레두웨
- 이스라엘 네스치오나